# Нацуме Ісаку
Нацуме Ісаку (яп. 夏目 イサク) — японська манґака та ілюстратор у жанрі Яой та сьонен-аі. Народилася 30-ґо липня.

## Відомості
Група крові: Перша (0). Знак зодіаку: Лев ♌. Любить: читати і подорожувати. Улюблена їжа: білий рис.

## Список робіт автора
- Naruto dj — From an Expert (Додзінсі, Повсякденність)
- One Piece dj — Afterward (Додзінсі, Драма, Романтика, Сьонен-аі)
- One Piece dj — Chekera! Mix (Додзінсі, Яой)
- One Piece dj — Loop (Додзінсі, сьонен-аі)
- One Piece dj — Night Cruise (Додзінсі, Яой)
- One Piece dj — Yamai wa ki kara (Додзінсі, сьонен-аі)

### 2005
- No Color (Комедія, Комедія, Повсякденність, Яой)

### 2006
- Dash! (Комедія, Боротьба, Романтика, шкільне життя, Спорт, Яой)

### 2007
- Although There is No Other Way
- xxxHoLic dj — Natsu no Shizuku (Комедія, Додзінсі, Яой)
- Doushiyoumo Nai Keredo (Комедія, Драма, Романтика, Повсякденність, Яой)

### 2008
- Tight Rope (Комедія, Драма, Романтика, Повсякденність, Яой)
- Sugar Code (Комедія, Драма, Романтика, Повсякденність, Яой)
- Ayakari-Zoushi (Комедія, Драма, шкільне життя, Сьодзьо, Повсякденність, Надприродне)
- Hanasaki Doori no Hitobito (Комедія, Драма, Сьодзьо, Сьонен-аі, Повсякденність)

### 2009
- Twinkling Stars Dial
- Free Punch (Комедія, шкільне життя, Повсякденність, Яой)
- Kiraboshi Dial (Комедія, Драма, Романтика, Повсякденність, Яой)
- Moe Danshi Gatari (Яой)

### 2010
- Amber Paradox
- Ze — Fan Book Яой
- Ameiro Paradox (Комедія, Драма, Романтика, Повсякденність, Яой)

### 2011
- Devil's Honey (Комедія, Драма, Романтика, шкільне життя, Повсякденність, Яой)
- False Memories
- One piece dj - hot dog press (Додзінсі, Яой)
- Amai Kaori Ga Surun Desu (Романтика, Сьонен-аі)
- House Backer (Комедія, Сьонен-аі, Повсякденність)
- Ikasama Memori (Комедія, Драма, Романтика, Повсякденність, Яой)

### 2012
- Hideaway for the Heart
- One Piece dj- 24 Hours (Додзінсі, Повсякденність, Яой)
- Ginger Honey (Романтика, шкільне життя, Сьонен-аі, Повсякденність)
- Heart no Kakurega (Комедія, Драма, Романтика, Повсякденність, Яой)

### 2013
- Seito Kaichou ni Chuukoku — Koushiki Anthology (Яой)
- Natsume Isaku Fanbook (Комедія, Яой)